# Belier
Belier é um Foguete de sondagem de origem Francesa, que acabou se tornando a base de uma família de foguetes entre 1961 e 1970, podia ser usado isoladamente ou como estágio superior em modelos subsequentes (Centaure e Dragon).

## Belier I
- Carga útil: 30 kg
- Apogeu: 80 km
- Empuxo na partida: 20,00 kN
- Massa: 313 kg
- Diâmetro: 0.31 m
- Altura: 4.01 m
- Envergadura das aletas: 0.78 m

## Belier II

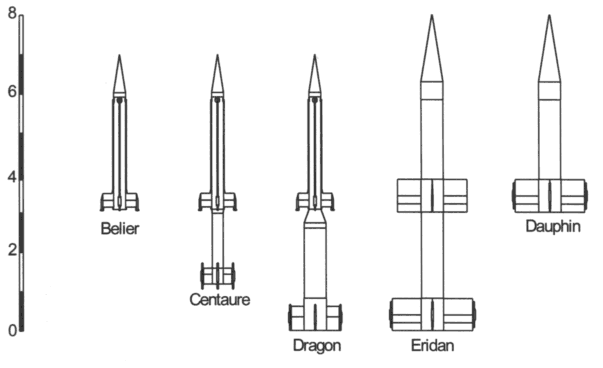
O foguete Belier e seu uso nos modelos Centaure e Dragon

Carga útil: 30 kg 
- Apogeu: 130 km
- Empuxo na partida: 21.50 kN
- Massa: 352 kg
- Diâmetro: 0,31 m
- Altura: 5,90 m
- Envergadura das aletas: 0,78 m